# Flugplatz Koro Toro

i7
i11
i13
Der Flugplatz Koro Toro ist ein Bedarfslandeplatz im Norden der afrikanischen Republik Tschad. Er befindet sich nahe der abgelegenen Siedlung Koro Toro in der Provinz Borkou, die an der Hauptstraße (Piste) zwischen der Hauptstadt N’Djamena und der Provinzhauptstadt Faya-Largeau liegt. 
Die 1000 m lange und 30 m breite Start- und Landebahn ist unbefestigt. Es gibt keine Bebauung. Reguläre kommerzielle Flüge finden nicht statt.